# Chtonische goden
Chtonische goden (Grieks: χθόνιοι θεοί;  - chthonioi theoi, "aardse goden") zijn godheden en hogere wezens met betrekking tot de aarde en in het bijzonder de onderwereld. De term wordt vooral gebruikt om onderscheid te maken tussen de goden in de Oud-Griekse godsdienst.
Het Griekse chthon (χθών / chthốn) is een van de vele woorden die de Grieken kennen voor "aarde". Het verwijst eerder naar het binnenste van de bodem dan naar de levende bovenkant van het land (zoals Gaia of Ge doet) of het land als territorium (zoals de tem chora doet). Het evoceert zowel overvloed als het graf.
De chtonische goden vinden hun wortels in een oude mediterrane traditie, die men identificeerde met vondsten in Anatolië. De cyclus van de natuur en die van leven en verder leven na de dood werden geleidelijk beschouwd als de belangrijkste taken waarmee deze godheden zich bezighielden.

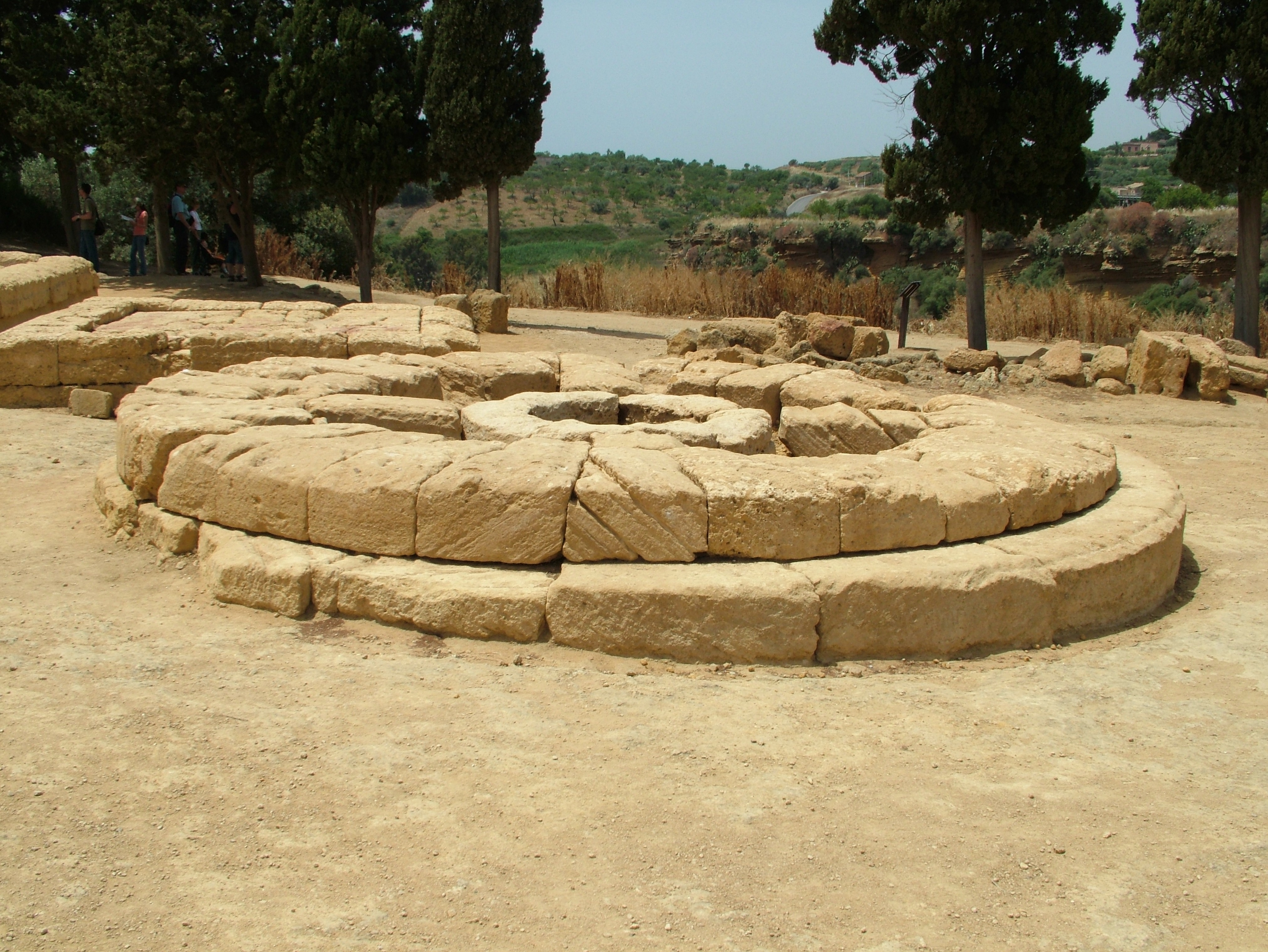
Een fundament van het Griekse heiligdom van de chtonische goden in Akragas

 Het heiligdom van de Grote Goden van Samothrake herbergde aldus een mysteriecultus gewijd aan een pantheon van chtonische godheden. En ook in Akragas (het huidige Agrigento) bevond zich een tempel die gewijd was aan chtonische godheden.

## Chtonische en Olympische goden
Terwijl we vandaag de dag de term "chtonisch" gebruiken om goden aan te duiden, gebruikten de Grieken termen als chtonie en chtonios in een meer precieze en technische betekenis, namelijk om te refereren aan de manier waarop men offerde aan de godheid in kwestie. Zo kende men het enagisma, een vorm van holocaustum, waarbij het offerdier in zijn geheel verbrand werd en dat vooral voor heroën en chtonische godheden werd gebruikt.
Sommige chtonische culten praktiseerden rituele offers. Wanneer het offer een levend wezen was, werd het dier in een bothros ("put") of megaron ("gezonken kamer") geplaatst. In sommige Griekse chtonische culten werd het dier geofferd op een bomos ("Oud-Grieks altaar"). De offergaven werden gewoonlijk helemaal verbrand of begraven in plaats van te worden gekookt en uitgedeeld onder de aanbidders. Niet alle chtonische culten waren Grieks, noch deden alle culten aan rituele offers: sommige brachten offers door middel van beeltenissen of verbrande planten als offergaven.

### Cultustype versus functie
Hoewel chtonische goden en godinnen over het algemeen geassocieerd werden met vruchtbaarheid, hadden zij daar niet het monopolie op. Anderzijds is het ook niet zo dat de Olympische goden zich niet bekommerden om de voorspoed van de aarde. Demeter en Persephone zagen dus allebei toe op aspecten van de vruchtbaarheid van het land, hoewel Demeter een typisch Olympische cultus had en Persephone een chtonische.
Nog verwarrender is het feit dat Demeter samen met Persephone in identieke rites werd vereerd en toch nog af en toe als "Olympiër" werd vermeld in poëzie en mythe.

### Daartussen
De categorieën Olympisch en chtonisch waren echter niet zo strikt. Sommige Olympische goden, zoals Hermes en Zeus, waren met chtonische goden gelijkgesteld en ontvingen op bepaalde plaatsen ook chtonische offers en tienden. Ook de vergoddelijkte helden Herakles en Asklepios konden vereerd worden als Olympische of als chtonische goden, afhankelijk van de plaats.
Bovendien zijn enkele goden niet zo gemakkelijk in een van deze twee categorieën in te delen. Aan Hekate bijvoorbeeld werden traditioneel puppy's geofferd op kruispunten — vast en zeker geen Olympisch offer, maar evenmin een typisch offer voor godheden zoals Persephone of de helden. Maar vanwege haar onderwereldfunctie wordt Hekate over het algemeen als chtonische godheid beschouwd.

## Chtonische godheden
| Assyrië | Babylonië | Egypte | Griekenland | Rome                          | Inuït    |
| ------- | --------- | ------ | --- | ----------------------------- | -------- |
|         |           | - Isis | - Campe - Cybele - Demeter - Echidna - Erinyen - Gaia - Hades - Hekate - Iacchos - Lampades - Medusa - Moiren - Persephone - Poseidon - Triptolemus - Trophonius - Typhon - Zagreus - Zeus | - Quirinus - Saturnus - Ceres | - Keelut |

## Verder lezen
- A. Fairbanks, The Chthonic Gods of Greek Religion, in The American Journal of Philology 21, 1900, pp. 241–259
- J. Jensen, recensie van G. Ekroth, The Sacrificial Rituals of Greek Hero-Cults in the Archaic to the early Hellenistic periods (Kernos Supplément, 12), Luik, 2002, in BMCR 14, 2003
- R. Schlesier, art. Chthonische Götter, in NP 2, 1997, klm. 1185-1190